# 青岛旅游学校
青岛旅游学校是中华人民共和国山东省青岛市的一所国家级重点中等职业学校，地址位于青岛市市北区延安一路29号，前身为青岛第二十九中学。

## 沿革
青岛旅游学校的前身是1958年成立的青岛第二十九中学。1986年，学校招收宾馆服务专业3个班，165名学生，学制为三年制的职业高中。1990年改为青岛旅游职业高中，是青岛市第一所专门培养旅游人才的旅游专业学校。1993年，更名为青岛旅游学校。1996年，学校被国家教委认定为山东省省级重点职业高中。1997年，学校对校舍进行整体改建工程。1998年8月，学校与美国佛罗里达州奥兰多的菲利普斯博士高級中學互为国际友好中学。同年，青岛市人民政府以青岛旅游学校为基础，组建成立青岛旅游服务产业教育集团，实现产业与职业教育资源配置（但集团没有独立法人身份，仅是松散型社团）。2001年，学校被认定为国家级重点中等职业学校。2017年7月，青岛市教育局批复青岛旅游学校牵头，成立青岛市旅游服务产业教育促进会。

## 教学
1997年，青岛旅游学校编创创业案例教材，在联合国教科文组织主办的小企业创业技能开发研讨会上，展示《小餐馆创业技能开发课程》。2004年2月，学校与韩国科学教育大学签署联合办学协议，并于7月开办“青岛预科班”。

## 专业
学校开设饭店服务与管理、外事服务与导游、烹饪、餐旅会计、旅游英语、旅游日语、空乘服务、国际商务八个专业。

## 著名校友
- 丁涛（1940年8月出生），青岛旅游学校高级教师、青岛美术家协会会员[16]